# Канторович, Соломон Ильич
Соломон Ильич Канторович (1892, Екатеринослав — 16 августа 1937, Киев) — советский и украинский политический и государственный деятель, организатор здравоохранения, народный комиссар здравоохранения УССР. Кандидат в члены ЦК КП(б)У в июне 1930 — январе 1932 года. Член ЦК КП(б)У в январе 1932 — мае 1937 года. Член ВУЦИК двух созывов.

## Биография
В 1910 году поступил на медицинский факультет Харьковского университета, однако за участие в студенческих демонстрациях был исключен с 3 курса и вскоре выслан из Харькова.
В 1917 году окончил медицинский факультет Ростовского университета (Донского университета), работал военным врачом. Член РКП (б) с 1918 года.
Работал в Народном комиссариате социального обеспечения, входил в состав губисполкома. В 1919—1920 годах возглавлял санитарную службу 12-й армии Киевского военного округа. С 1920 года заведовал Харьковским губернским отделом здравоохранения. Входил в состав коллегии Наркомздрава УССР.
В 1926—1929 годах — заместитель народного комиссара здравоохранения УССР; заместитель председателя исполнительного комитета Харьковского окружного Совета — председатель Харьковской окружной плановой комиссии (до января 1929 года).
В 1929—1937 годах — народный комиссар здравоохранения УССР.
В 1937 году — заместитель народного комиссара здравоохранения СССР.
Направлял усилия на организацию первых медико-санитарных частей на промышленных предприятиях, санитарно-эпидемиологических станций, колхозных родильных домов, прилагал усилия по снижению инфекционной заболеваемости, по усилению распространения знаний о санитарной культуре.
Написал 2 монографии по актуальным вопросам организации здравоохранения.За успешное проведение мероприятий по борьбе с эпидемиями постановлениями ВУЦИК награжден орденом Трудового Красного Знамени УССР.
23 июля 1937 года арестован НКВД в Москве по сфальсифицированному «делу руководителей Наркомздрава СССР». Во время следствия этапирован в Киевскую тюрьму, где умер 16 августа 1937 года.
Посмертно был реабилитирован в 1956 году.